# تورميس
نهر تورميس هو نهر إسباني يقع في مقاطعتي شلمنقة وأبلة والرافد الأيسر لنهر دويرة .

## الجغرافيا
ينبع نهر تورميس من برادو تورميجون ، في سلسلة جبال سييرا دي غريدوس ، في نافاريدوندا دي غريدوس ، في مقاطعة أبلة. يبلغ طوله 284 كيلومتر، ويعبر الأخيرة بالإضافة إلى مقاطعة شلمنقة ، ثم ينفتح على الدويرة، عند فيلارينو دي لوس آيريس ، في مكان يسمى محليًا أمباساجواس، على الحدود بين إسبانيا والبرتغال. وبالتالي فإن نهر تورميس هو أحد روافد نهر الدويرة على الضفة اليسرى.

## معرض الصور

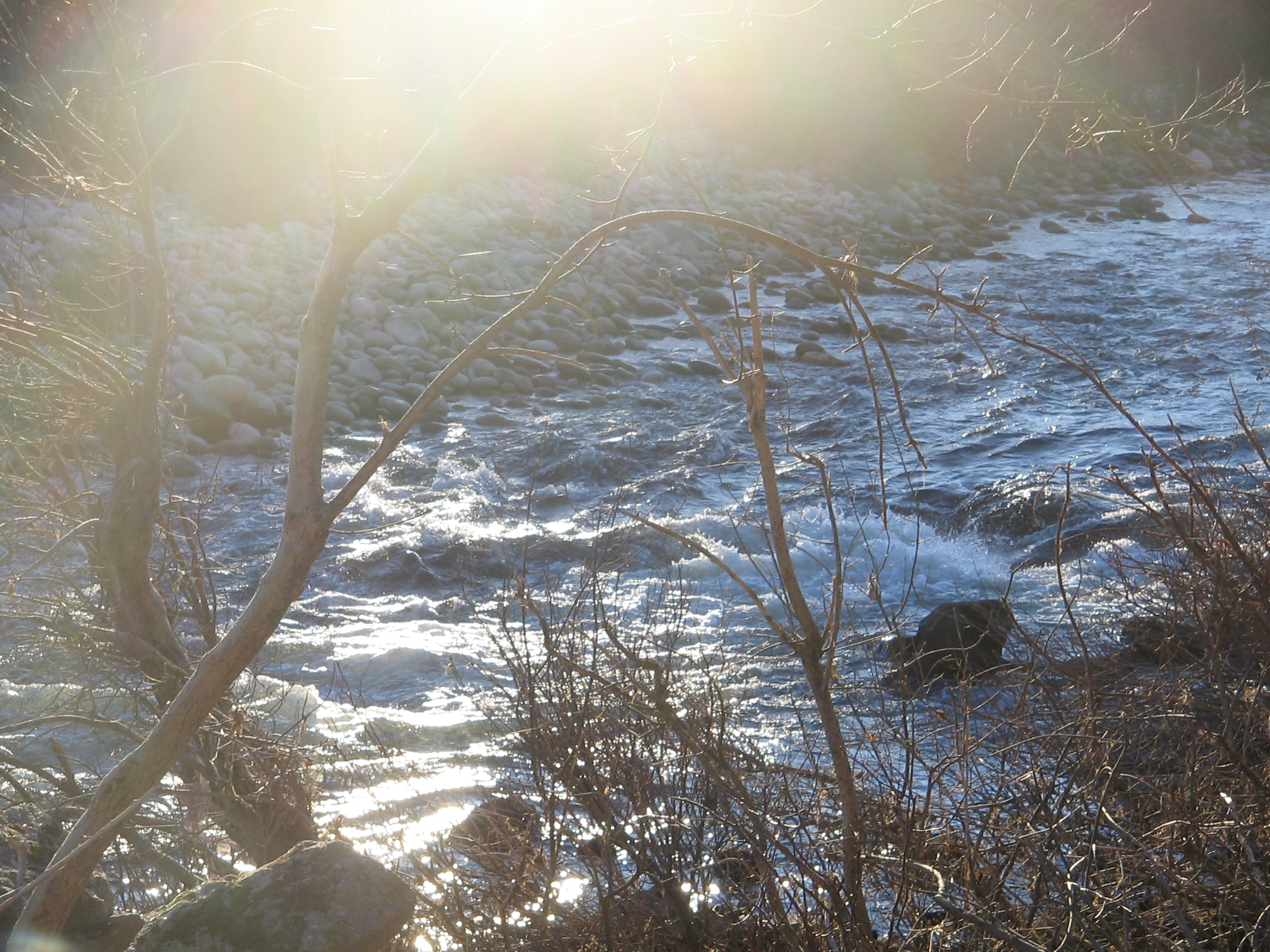
نهر تورميس في نافاموريسكا في قرية إل لوسار (الضفة اليسرى) وفي فاليهوندو في قرية سان لورينزو دي تورميس (الضفة اليمنى).
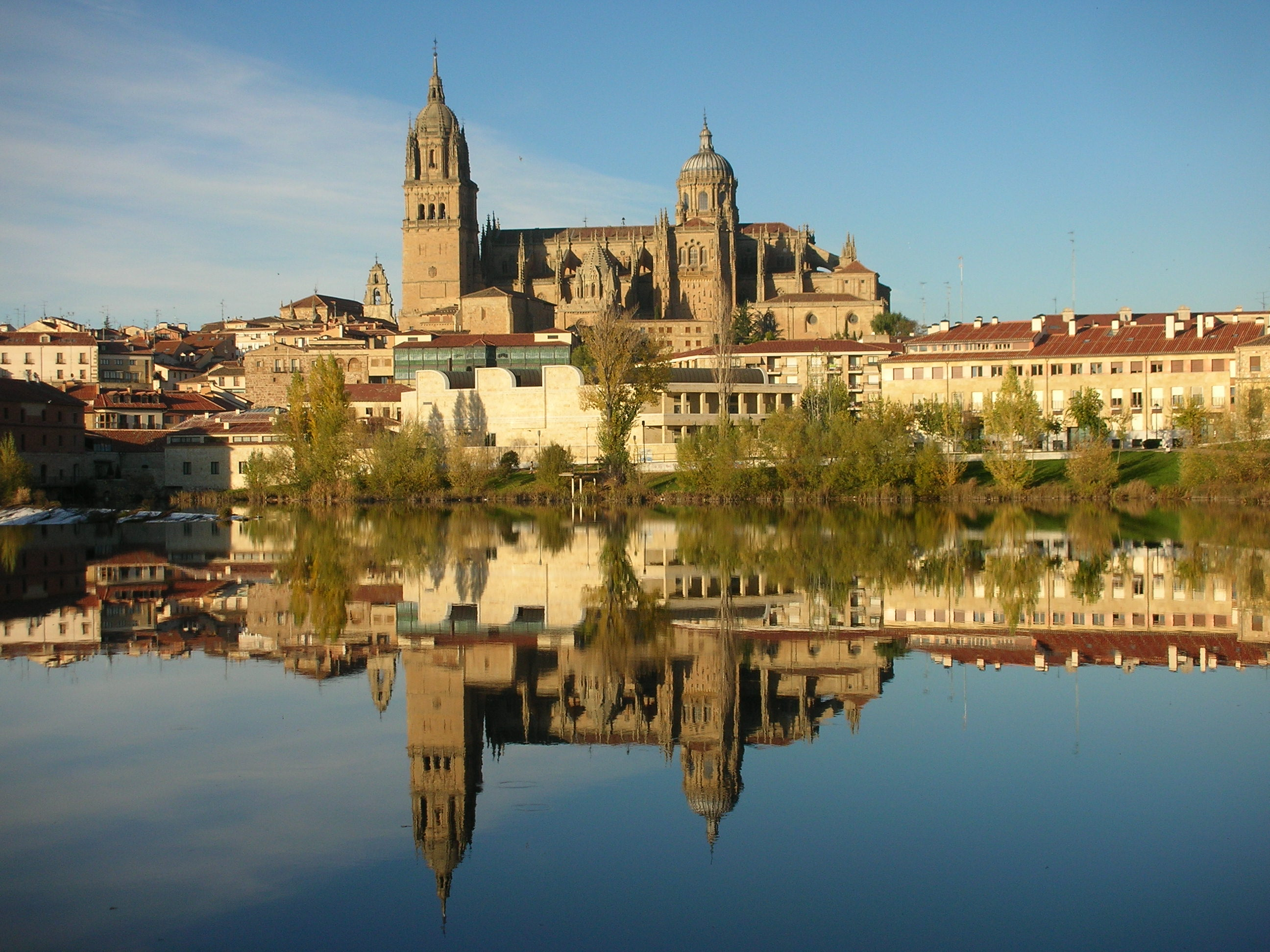
تورميس أمام كاتدرائية سالامانكا الجديدة .
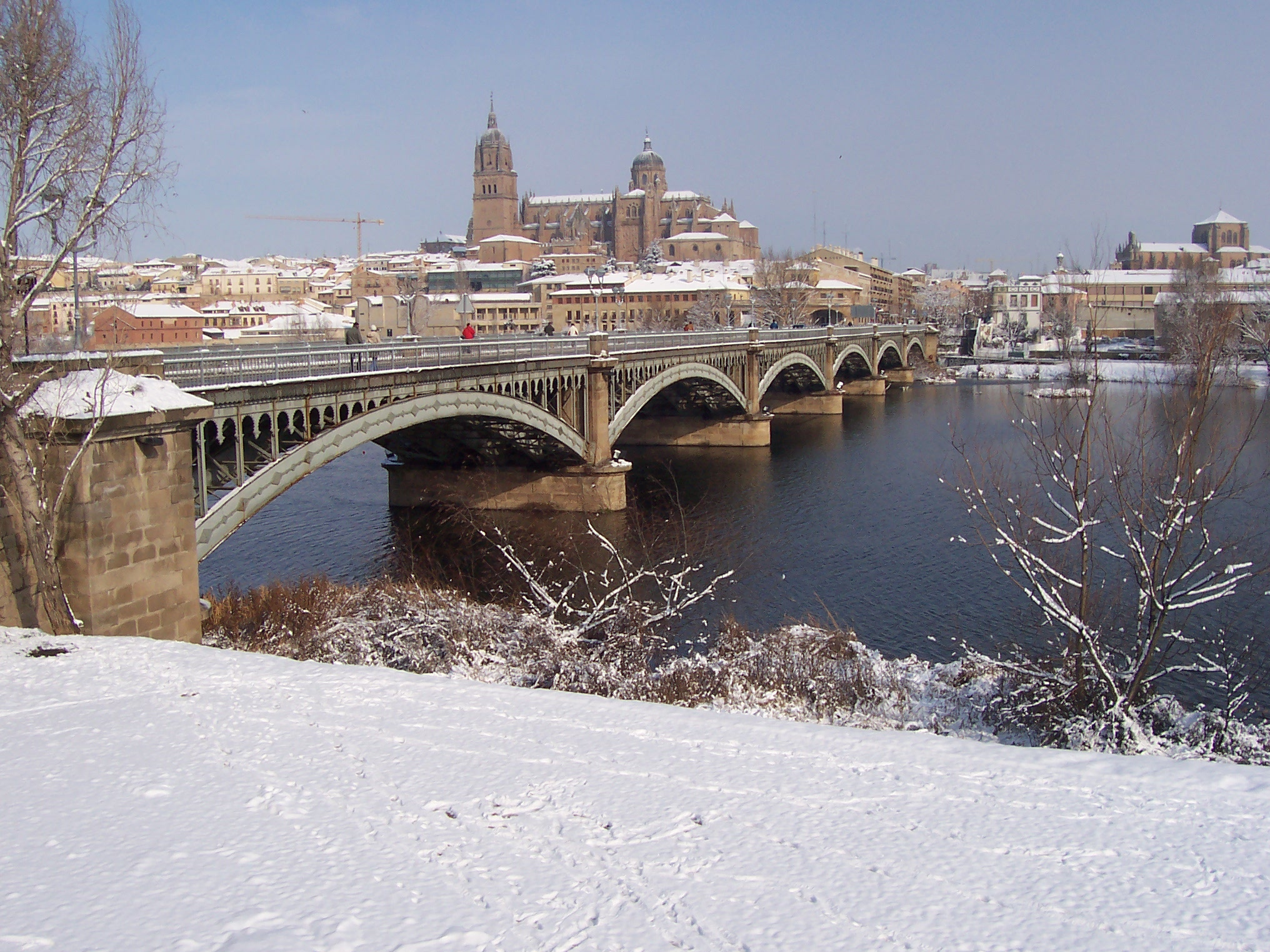
جسر إنريكي إستيفان الذي يمتد على نهر تورميس في سالامانكا .